# Мотли, Мэрион
Мэрион Мотли (англ. Marion Motley, 5 июня 1920, Лисберг, Джорджия — 27 июня 1999, Кливленд, Огайо) — профессиональный американский футболист. Выступал на позициях фуллбека и лайнбекера. Один из первых афроамериканцев в профессиональном футболе. Большую часть карьеры провёл в составе клуба «Кливленд Браунс». Четырёхкратный победитель чемпионата Всеамериканской футбольной конференции, чемпион НФЛ в сезоне 1950 года. Включён в состав сборной звёзд НФЛ 1940-х годов. В 1968 году был избран в Зал славы профессионального футбола.

## Биография
Мэрион родился 5 июня 1920 года в Лисберге в штате Джорджия. Он был одним из четверых детей в семье Шейкфула и Бланш Мотли. Когда ему было три года, семья переехала в Кантон, где Шейкфул устроился на работу на литейный завод. Детство Мэриона прошло в одном из пригородов Кантона, где преобладало афроамериканское население. Свободное время он проводил на пустырях, играя в футбол и бейсбол. Серьёзно заниматься спортом Мотли начал во время учёбы в школе имени Уильяма Маккинли. За три сезона, в течение которых он играл фуллбеком, школьная футбольная команда проиграла всего три матча. Все поражения пришлись на игры против команды из Массилона, которую тогда тренировал Пол Браун, будущий основатель «Кливленд Браунс».
После окончания школы он поступил в университет штата Южная Каролина. В 1940 году его школьный тренер Джимми Эйкен возглавил команду университета Невады и Мотли последовал за ним. В Неваде Мэрион провёл три сезона, отличившись несколькими длинными тачдаунами. Состав команды он покинул вынужденно, получив травму колена.
В конце 1944 года Мотли был призван на военную службу. Он попал на флот и был распределён на военную базу на Великих озёрах в Иллинойсе. Там он продолжил играть в футбол за команду базы, которую тренировал всё тот же Пол Браун. Она стала известна по всей стране, когда в 1945 году сенсационно обыграла сильную команду университета Нотр-Дам со счётом 39:7.
После демобилизации, в 1946 году, Мотли вернулся в Кантон и устроился на сталелитейный завод. Он рассматривал возможность вернуться в университет Невады, но в том же году была создана Всеамериканская футбольная конференция (англ. All-America Football Conference, AAFC). Пол Браун основал и возглавил один из её клубов — «Кливленд Браунс». Мотли попросил его о просмотре. Поначалу Браун ему отказал, но затем решил, что чернокожему Биллу Уиллису нужен сосед по комнате. Мотли и Уиллис стали первыми афроамериканцами в послевоенном профессиональном футболе. В ААФК Мотли отыграл четыре сезона, в каждом из которых «Кливленд» выигрывал чемпионский титул. В сезоне 1946 года «Браунс» выиграли все пятнадцать своих матчей. Мэрион за этот период карьеры набрал на выносе 3 024 ярда, больше чем кто-либо ещё из игроков лиги.
В 1950 году лига прекратила своё существование, а «Браунс» вместе с «Сан-Франциско» и «Балтимором» присоединились к НФЛ. Вопреки ожиданиям, Кливленд не превратился в аутсайдера. В первом сезоне команда выиграла чемпионат НФЛ, а Мотли набрал 810 выносных ярдов и стал лучшим бегущим лиги. В следующих трёх сезонах «Браунс» выигрывали свою конференцию. Мэрион отыграл за Кливленд восемь сезонов и набрал 4 720 выносных ярдов, при этом команда чаще играла через пас. Большую часть своих ярдов Мотли набирал в ситуациях, когда одному из линейных защиты соперника позволяли пересечь линию схватки. Он продвигался вперёд к квотербеку, а Мотли убегал в освободившийся проход. Комбинация возникла спонтанно, из-за ошибки при розыгрыше, но затем стала известна как «Ловушка Мотли». Также он был эффективен при игре на блоках для квотербека Отто Грэма, который называл его лучшим фуллбеком за всё время своей карьеры. Друг Мэриона, игрок «Браунс» Эмерсон Коул, говорил, что он продлил жизнь Отто Грэму. Успешно действовать ему помогали отличные антропометрические данные: Мэрион был тяжелее большинства игроков защиты того времени. На высоком уровне он играл и на месте лайнбекера. Блантон Коллиер, один из тренеров «Кливленда», называл Мотли величайшим универсальным футболистом, которого он когда-либо видел. 
Последние четыре сезона в «Браунс» Мотли играл, испытывая боль в коленях. Он продолжал выносить мяч через внутреннюю зону, блокировать, выходил на позиции лайнбекера вблизи своей зачётной зоны и на коротких розыгрышах. Однако, ему было уже больше тридцати лет, он набрал лишний вес. Больные колени стали главной причиной, по которой он незадолго до начала сезона 1954 года объявил о своём уходе. В 1955 году Мэрион предпринял попытку вернуться уже в составе «Питтсбурга». В команде он числился лайнбекером, но в пяти сыгранных матчах чаще выходил как блокирующий при пробитии пантов и филд-голов. Проблемы с коленями продолжались и в середине сезоне Мотли покинул команду, окончательно завершив карьеру.
Мотли хотел попробовать свои силы в качестве тренера в одной из команд НФЛ, в тот период чернокожих специалистов в лиге было очень мало и нанимали их неохотно. В 1967 году он тренировал женскую футбольную команду в Кливленде. Время от времени Мэрион также помогал «Браунс» в просмотре игроков. Кроме этого, он успел поработать в почтовом отделении и паркинге.
В 1968 году Мотли стал вторым после Эмлина Туннела афроамериканцем, избранным в Зал славы профессионального футбола.
Мэрион Мотли скончался 27 июня 1999 года в Кливленде в возрасте 79 лет. В последние годы жизни он страдал от рака простаты.

#### Статистика выступлений в НФЛ

##### Регулярный чемпионат
| Сезон | Команда           | Игры | Приём | Приём | Приём | Приём | Вынос | Вынос | Вынос | Вынос |
| Сезон | Команда           | Игры | Rec   | Yds   | Y/A   | TD    | Att   | Yds   | Y/A   | TD    |
| ----- | ----------------- | ---- | ----- | ----- | ----- | ----- | ----- | ----- | ----- | ----- |
| 1946  | Кливленд Браунс   | 13   | 10    | 188   | 18,8  | 1     | 73    | 601   | 8,2   | 5     |
| 1947  | Кливленд Браунс   | 14   | 7     | 73    | 10,4  | 1     | 146   | 889   | 6,1   | 8     |
| 1948  | Кливленд Браунс   | 14   | 13    | 192   | 14,8  | 2     | 157   | 964   | 6,1   | 5     |
| 1949  | Кливленд Браунс   | 11   | 15    | 191   | 12,7  | 0     | 113   | 570   | 5,0   | 8     |
| 1950  | Кливленд Браунс   | 12   | 11    | 151   | 13,7  | 1     | 140   | 810   | 5,8   | 3     |
| 1951  | Кливленд Браунс   | 11   | 10    | 52    | 5,2   | 0     | 61    | 273   | 4,5   | 1     |
| 1952  | Кливленд Браунс   | 12   | 13    | 213   | 16,4  | 2     | 104   | 444   | 4,3   | 1     |
| 1953  | Кливленд Браунс   | 12   | 6     | 47    | 7,8   | 0     | 32    | 161   | 5,0   | 0     |
| 1955  | Питтсбург Стилерз | 6    | 0     | 0     | 0,0   | 0     | 2     | 8     | 4,0   | 0     |
| Всего | Всего             | 105  | 85    | 1 107 | 13,0  | 7     | 828   | 4 720 | 5,7   | 31    |

##### Плей-офф
| Сезон | Команда         | Игры | Приём | Приём | Приём | Приём | Вынос | Вынос | Вынос | Вынос |
| Сезон | Команда         | Игры | Rec   | Yds   | Y/A   | TD    | Att   | Yds   | Y/A   | TD    |
| ----- | --------------- | ---- | ----- | ----- | ----- | ----- | ----- | ----- | ----- | ----- |
| 1946  | Кливленд Браунс | 1    | 0     | 0     | 0,0   | 0     | 13    | 98    | 7,5   | 1     |
| 1947  | Кливленд Браунс | 1    | 0     | 0     | 0,0   | 0     | 13    | 109   | 8,4   | 0     |
| 1948  | Кливленд Браунс | 1    | 1     | 13    | 13,0  | 0     | 14    | 133   | 9,5   | 3     |
| 1949  | Кливленд Браунс | 2    | 3     | -5    | -1,7  | 0     | 16    | 113   | 7,1   | 1     |
| 1950  | Кливленд Браунс | 2    | 1     | -2    | -2,0  | 0     | 13    | 21    | 1,6   | 0     |
| 1951  | Кливленд Браунс | 1    | 1     | 23    | 23,0  | 0     | 5     | 23    | 4,6   | 0     |
| 1952  | Кливленд Браунс | 1    | 3     | 21    | 7,0   | 0     | 6     | 74    | 12,3  | 0     |
| 1953  | Кливленд Браунс | 1    | 0     | 0     | 0,0   | 0     | 0     | 0     | 0,0   | 0     |
| Всего | Всего           | 10   | 9     | 50    | 5,6   | 0     | 80    | 571   | 7,1   | 5     |